# Corasmia
La Corasmia (in persiano خوارزم, Xwārezm o Khwārezm, in usbeco Xorazm) è una regione storica dell'Asia centrale, corrispondente alla pianura formata dal corso inferiore dell'Amu Darya e dal suo delta.

## Storia

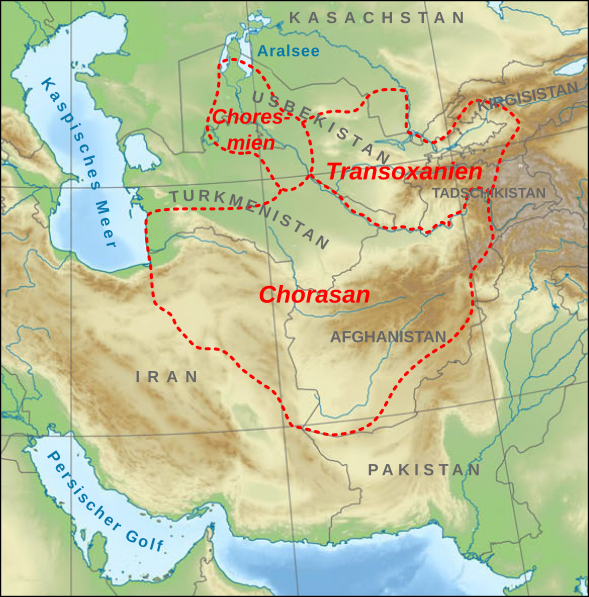
La Corasmia e i suoi confini storici in rosso con la Transoxiana e il Khorasan. In grigio i confini attuali

Situata lungo il corso inferiore dell'Āmū Daryā, ovvero Oxus, la regione gravita intorno al lato sud-orientale del lago d'Aral. Le città più importanti, in passato, furono Gurgānj (oggi Urgench), Kāth (oggi Beruniy) e Khiva.
Nella regione nacque il potente Impero corasmio del Khwārezm-shāh, stroncato poi nel XIII secolo dai Mongoli di Gengis Khan (nell'ambito dell'invasione della Corasmia).
Dal XVI al XX secolo, la Corasmia fu sede del Khanato di Khiva. Nel 1920 l'ultimo Khān, Sayyid ʿAbd Allāh, abdicò, spianando la via a una Repubblica Sovietica Popolare Corasmia, nominalmente indipendente ma di fatto assoggettata a Mosca.
Dopo il crollo dell'URSS, la Corasmia è stata divisa tra Kazakistan, Turkmenistan e Uzbekistan, dove si trova una regione che prende il nome dall'antico toponimo (Regione di Khorezm).